# Thomas Bond
Thomas Bond (Condado de Calvert, 2 de maio de 1713 - Filadélfia, 26 de março de 1784) foi um médico e cirurgião norte-americano.  Em 1751 ele co-fundou o Hospital da Pensilvânia, o primeiro centro médico nas colônias americanas, com Benjamin Franklin, e também ofereceu seus serviços como médico e professor.